# Kozue Andō
Kozue Andō (安藤梢, Andō Kozue), née le 9 juillet 1982 à Utsunomiya, est une joueuse japonaise de football évoluant au poste de milieu de terrain. Elle compte 126 sélections en équipe nationale du Japon.

## Biographie

### Carrière en club
À partir de 2010, Kozue Andō évolue dans le club du FCR 2001 Duisbourg dans la Fußball-Bundesliga où elle reste pendant 3 années.
Début 2013, elle signe dans le 1. FFC Francfort.

### Carrière internationale
Kozue Andō fait partie du groupe vainqueur de la Coupe du monde de football féminin 2011, remportée en finale face aux États-Unis

## Palmarès

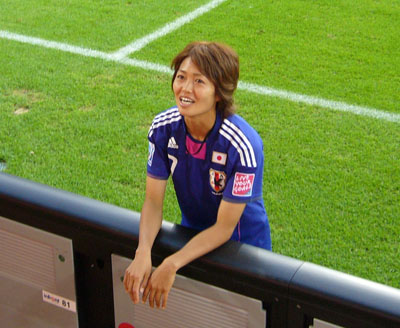
Kozue Andō le 5 juillet 2011 à Augsbourg pour le match de Coupe du monde de football féminin 2011 Angleterre-Japon

- Vainqueur de la Coupe du monde de football féminin 2011
- Médaille d'argent aux Jeux olympiques d'été de 2012
- Vainqueur du Championnat féminin des clubs de l'AFC 2023